# Isabel auf der Treppe
Isabel auf der Treppe ist ein vom DEFA-Studio für Spielfilme, künstlerische Arbeitsgruppe „Berlin“, produzierter Kinderfilm aus dem Jahr 1984. Die Inszenierung basiert auf dem gleichnamigen Hörspiel von Waldtraut Lewin.

## Handlung
Die Chilenin Rosita Pérez ist mit ihrer Tochter Isabel nach dem Pinochet-Putsch aus Chile in die DDR geflohen. Zu Beginn der Handlung leben sie bereits seit sechs Jahren in Ostberlin, wo die Familie Kunze eine Patenschaft für sie übernommen hat. Doch im Laufe der Zeit hat der Kontakt zu den Kunzes, die mit ihren eigenen alltäglichen Sorgen beschäftigt sind und meinen, dass sich die Emigranten inzwischen eingelebt hätten, an Intensität verloren.
In der Nachbarschaft bestehen bald Vorurteile gegenüber den Exilanten, die auch Frau Kunze teilt. Der zwölfjährige Sohn Philipp Kunze spürt, wie belastend die Situation vor allem für Isabel sein muss. Isabel glaubt, dass ihr in Chile verhafteter Vater tot ist, und dass ihre Mutter die Todesnachricht nicht verkraften wird. Deshalb sitzt sie jeden Nachmittag auf der Treppe, um die Todesnachricht abzufangen. Opa Kunze kommt zu Besuch. Frau Pérez ist ihm sympathisch, und er teilt die Ansicht seines Enkels, dass man sich mehr um die Nachbarn kümmern müsste. Er besucht auf Einladung von Frau Pérez eine chilenische Kulturveranstaltung. Philipp und Isabel unternehmen einen Bootsausflug. Von einem Regenschauer überrascht, suchen sie unter einer Brücke Schutz. Später bauen sie sich in einem Maisfeld eine Hütte. Als sie nach Hause kommen, erfahren sie, dass die Todesnachricht von Isabels Vater eingetroffen ist und sich ihre Mutter nach einem psychischen Zusammenbruch im Krankenhaus befindet. Die Kunzes nehmen Isabel auf.

## Produktion und Veröffentlichung
Die Uraufführung fand am 7. September 1984 im Premierenkino der DDR, im Berliner Colosseum statt. Die Erstausstrahlung im Fernsehen der DDR erfolgte am 4. Oktober 1986 im 1. Programm in der Fernsehreihe Flimmerstunde. Das Szenarium stammt von Waldtraut Lewin und Anne Pfeuffer war für die Dramaturgie verantwortlich.

## Kritik
„Die Vorzüge dieses Films liegen in seiner Ehrlichkeit, da er Probleme anspricht, Situationen vor Augen führt, die jeder kennt. Und gerade dadurch wird man angeregt, über solche Alltäglichkeiten nachzudenken. Der Appell an unsere wirkliche Solidarität, die mehr bedeutet als Geld zu spenden, nämlich Solidarität im täglichen Leben, in den zwischenmenschlichen Beziehungen – dieser Appell wird durch Szenen erreicht, die das Gefühl des Zuschauers ansprechen. […] Ein Kinderfilm, der auch Erwachsenen eine Menge sagen kann.“

„Waltraud Lewins Absicht ging auf, es hinterließ im Hörer einen starken emotionalen Eindruck, konkretes Betroffensein. Verglichen damit, lässt der Film viel zu wünschen übrig. Da gibt es zwar genaue Details, stimmige Bilder, doch sie werden im Ganzen zu undifferenziert zusammengesetzt, werden undialektisch behandelt, bilden eine bloße Zustandsbeschreibung, die nicht zu überzeugen vermag, weil sie nicht nachvollziehbar gemacht wird.“

„Die Moral dieser realistischen Alltagsbeschreibung meint eigentlich mehr noch die Erwachsenen. Sie sind es, die zunächst einmal versagen in diesem Film, der den in der DDR vielstrapazierten Begriff Solidarität an der Praxis misst. […] Der kritische Blick […] beweist, dass oft gerade Kinderfilme in der DDR näher an dortiger Realität sind, als – besonders in letzter Zeit – Produktionen für Erwachsene.“

Der Filmdienst lobte im Lexikon des internationalen Films den Kinderfilm, „in dem mutig der Widerspruch zwischen offiziellen Phrasen und der Realität im Umgang mit Ausländern dargestellt wird“, als lehrreich und filmisch gut aufbereitet. [Er] „werbe für Verständnis und Hilfsbereitschaft gegenüber ausländischen Flüchtlingen.“

## Auszeichnungen
- 1985: Goldener Spatz auf dem 4. „Nationalen Festival“ für Kinderfilme der DDR in Kino und Fernsehen